# Sebastião Fernandes Tourinho
Sebastião Fernandes Tourinho, com Francisco Bruza de Espinosa e Martim de Carvalho, foi um dos primeiros exploradores de origem europeia a percorrer terras hoje pertencentes ao estado de Minas Gerais, no Brasil. A região de Ponte Nova tinha, como porta natural, o Vale do Rio Doce. Por ele, chegavam os primeiros exploradores de origem europeia, vindos da Bahia, à procura da foz desse grande rio. Sabe-se que Sebastião Fernandes Tourinho subiu o rio Doce até a sua origem. Ora, hoje é considerada a origem do rio Doce a união do Rio Piranga com o rio do Carmo e o rio Xopotó, poucos quilômetros abaixo de Ponte Nova. Naquela época, o bandeirante considerou, como a "origem do rio Doce", a nascente do Piranga, do Carmo ou do Xopotó?
J. Capistrano de Abreu, no Caminhos Antigos e Povoamento do Brasil, fala que Fernandes Tourinho teria subido o rio Doce até junto ao "Cuité". Já Johann Moritz Rugendas, desenhista, pintor e gravador alemão, em seu Viagem Pitoresca através do Brasil (1835), afirma:
"Sebastião Fernandes Tourinho foi o primeiro português que, da costa, penetrou o interior do país. Partindo, em 1573, de Porto Seguro, subiu o rio Doce até as proximidades de Vila Rica...", passando, portanto e inevitavelmente, pela região de Ponte Nova.
Na História do Brasil, de Pedro Calmon, não se reconhece o percurso exato de Tourinho: "Largou ele, em canoas, de Porto Seguro, alcançou e subiu o rio Doce (que os índios chamavam Mandij), e explorou-lhe as margens para o sul, voltando com alvissareiras notícias de pedras verdes. É a história das esmeraldas que começa. Pretende Gabriel Soares que Tourinho tivesse chegado à vista da Serra dos Órgãos."
Hoje se sabe que Fernandes Tourinho não encontrou as esmeraldas, sonho de muitos bandeirantes, e podemos questionar, considerando o pouco conhecimento da geografia da região e as precárias anotações que se têm da época, uma possível confusão da Serra dos Órgãos com os picos íngremes da região de Ouro Preto ou mesmo com as montanhas escarpadas da serra dos Arrepiados (em Araponga, Minas Gerais).
Só depois de 1650, com o incentivo dos reis de Portugal, intensificaram-se  as incursões de origem europeia nos territórios mineiros. Na época, eram crescentes os boatos da existência de verdadeiros eldorados no interior do País. Essas expedições partiam, entretanto, sem qualquer outro interesse que não o da descoberta de ouro e pedras preciosas e o da captura de índios para a escravidão. Os desbravadores não pretendiam sesmarias e nem se interessavam em se fixar nas terras descobertas.